# Теория оптимального фуражирования
Классическая биологическая теория оптимального фуражирования, независимо разработанная в 1966 году Робертом Макартуром и Эриком Пианкой — утверждает, что выбор пищи животными зависит от следующих факторов: времени на поиск пищи и времени на обработку пищи. Теория постулирует, что животное стремится максимизировать скорость потребления энергии Е, которую оно получает из пищи:
{\displaystyle V={\frac {E}{t_{1}+t_{2}}}\to max}, где
E — количество энергии вида добычи,
t1 — время поиска добычи,
t2 — время обработки добычи.
В целом, поведение животных будет развиваться в направлении выбора той стратегии, которая обеспечит самую высокую скорость потребления энергии V. Если животное затратит больше энергии на поиск и обработку нового вида добычи, то оно ограничит разнообразие питания (сузит диапазон диеты) Так, при {\displaystyle t_{1}>t_{2}} животное становится универсалом, а при {\displaystyle t_{1}<t_{2}} выбор добычи будет узкоспециализированным.